# SV Blankenese
| Spielvereinigung Blankenese von 1903 e. V. | Spielvereinigung Blankenese von 1903 e. V. | Spielvereinigung Blankenese von 1903 e. V. |
| Vereinswappen                              | Vereinswappen                              | Vereinswappen                              |
| Vereinsdaten                               | Vereinsdaten                               | Vereinsdaten                               |
| ------------------------------------------ | ------------------------------------------ | ------------------------------------------ |
| Gründung                                   | 1. Oktober 1903                            | 1. Oktober 1903                            |
| Vereinsfarben                              | hellblau-dunkelblau                        | hellblau-dunkelblau                        |
| Mitglieder                                 |                                            |                                            |
| Adresse/ Kontakt                           | Eichengrund 25 22589 Hamburg               | Eichengrund 25 22589 Hamburg               |
| Internet                                   |                                            |                                            |
| Homepage                                   | http://www.sv-blankenese.de/               | http://www.sv-blankenese.de/               |

Die Spielvereinigung Blankenese von 1903 e. V. ist ein Sportverein aus dem Hamburger Stadtteil Blankenese. Die erste Fußballmannschaft spielte 27 Jahre in der höchsten Amateurliga Hamburgs, der sie nach elfjähriger Abstinenz in der Saison 2013/14 wieder angehörte.

## Geschichte
Von dem 1903 gegründeten Blankeneser Männer-Turnverein machte sich 1906 die SpVgg. selbständig und trat dem HAFB bei. Sie schaffte erstmals 1913–15 und erneut 1919 den Sprung in die höchste Spielklasse des Bezirks Hamburg-Altona, wo die Mannschaft zumeist Vor- oder Drittletzter wurde. Lediglich 1928 konnte die SpVgg als Fünfter den Abstiegskampf vermeiden. Nach der Fußball-Revolution und zwei Entscheidungsspielen verlor der Verein den Erstligastatus. Nach dem Zweiten Weltkrieg qualifizierte sich die Mannschaft für die Stadtliga Hamburg, nahm sogar an der Norddeutschen Meisterschaft 1946 teil (2:2 bei SV Arminia Hannover, dann nicht fortgesetzt), verpasste aber 1947 die Qualifikation zur Oberliga Nord. Die SpVgg wurde zur Fahrstuhlmannschaft und musste sich 1960 aus der Verbandsliga verabschieden.
Nach dem sofortigen Wiederaufstieg zog die Mannschaft 1963 wieder in die höchste Hamburger Spielklasse ein, aus der man zwei Jahre später unglücklich abstieg. Nach dem sofortigen Wiederaufstieg konnte sich der Verein in der Landesliga etablieren und wurde 1971 Vizemeister hinter dem VfL Pinneberg. In der Aufstiegsrunde zur Regionalliga Nord war die Mannschaft jedoch überfordert und konnte nur zwei Punkte verbuchen, unter anderem als man bei Eintracht Nordhorn mit 1:4 zurücklag und noch ein 4:4 erreichte.
Drei Jahre später erreichte die SpVgg als Dritter die Relegationsrunde zur Oberliga Nord und wurde dort nur Gruppenletzter. Schon 1978 stieg die Mannschaft aus der Landesliga ab, als sie in der Relegation gegen den TSV DUWO 08 und den Harburger TB den Kürzeren zog. Nachdem die Mannschaft 1983 noch beinahe in die Bezirksliga abgestiegen wäre, schaffte man ein Jahr später die Rückkehr in die Verbandsliga Hamburg. Ohne einen Sieg ging es prompt in die Landesliga zurück, wo die SpVgg gleich in die Bezirksliga durchgereicht wurde.
Nach einem weiteren Landesligagastspiel zwischen 1987 und 1989 brachen ab 1992 wieder bessere Zeiten an. Mit finanzieller Unterstützung des Autohändlers Wolfgang Thode wurde 1992 die Landesliga und drei Jahre später die Verbandsliga erreicht. Dort wurde die Mannschaft in der Saison 1999/2000 Dritter. Danach zerbrach die erfolgreiche Mannschaft und die SpVgg musste 2002 die Verbandsliga verlassen. Seitdem traten die Blankeneser in der Landesliga an. In der Saison 2003/04 stand die Mannschaft kurz vor der Rückkehr in die Verbandsliga, musste aber wegen falsch ausgefüllter Spielberichtsbögen einen Abzug von 15 Punkten hinnehmen.
In der Saison 2012/13 wurde Blankenese Meister der Landesliga-Staffel Hammonia und stieg in die Oberliga Hamburg auf. Es folgte allerdings der direkte Wiederabstieg als Vorletzter. In der folgenden Saison 2014/15 wurden die Blankeneser in die Bezirksliga durchgereicht. 2018 folgte der Abstieg in die Kreisliga und ein Jahr später der in die Kreisklasse. Die A-Jugend der SpVgg nahm in der Saison 1989/90 am DFB-Jugend-Kicker-Pokal teil. Nach einem Achtelfinalsieg über den SC Siemensstadt aus Berlin erfolgte im Viertelfinale das Aus gegen den Lüneburger SK.
Die Feldhandballer der SpVgg spielten in den 1950er Jahren in der Stadtliga, der höchsten Hamburger Spielklasse. Heute ist die SpVgg Teil der „HSG Elbvororte“. Die Badmintonabteilung gehörte in den 1960er Jahren der Oberliga Nord an, der damals höchsten deutschen Spielklasse.